# 남양사
남양사는 충청북도 청주시 상당구에 있다. 2015년 4월 17일 청주시의 향토유적 제12호로 지정되었다.

## 개요
남양홍씨가 미원에 세거한 사실을 증명하는 유적이다.